# Gadeidræt
| Portal | Portal:Sport |

Gadeidræt udfolder sig på gadeplan og kan udøves som idræt eller sport. Eksempler på gadeidrætter skateboarding, løbehjul, hacky sack, breakdance og parkour, streetbasket, street handball, street bordtennis og gadefodbold. De fleste gadeidrætter dyrkes på asfalt.
Gadeidræt er ofte kendetegnet ved, at formelt medlemskab af en forening ikke er nødvendigt, alle kan være med, uanset økonomiske- og idrætsmæssige forudsætninger.
Gadesport benyttes undertiden, når der indgår et konkurrenceelement.

## Organisering af gadeidræt
I Danmark er følgende foreninger, organisationer og aktører gået sammen og har etableret en National Platform for Gadeidræt:
- Aahus Parkour[4]
- Bowl Days[4]
- City Girlz Street Soccer[4]
- CPH Parkour[4]
- Culthus[4]
- Dansk Longboarding Magasin[4]
- Dirt Builders[4]
- Esberg Hiphop School of Arts[4]
- Esbjerg Roller Skate Club[4]
- Fair Play[4]
- Friday night skate[4]
- GAME[4]
- Jibe Longboards[4]
- København Futsal[4]
- Move Copenhagen[4]
- NP Traceurs - Næstved Parkour[4]
- Næstved Skatehal[4]
- Odense Parkour[4]
- Odense Skatehal[4]
- Parkour DK[4]
- Parkour Herning[4]
- Parkourundervisning.dk[4]
- PingOut[4]
- Roskilde BMX Klub[4]
- Royal Copenhagen Skate[4]
- SFO Basket[4]
- Skate Day Danmark[4]
- Skate Events Copenhagen[4]
- Slackline Aahus[4]
- Slckline Copenhagen[4]
- Splinx[4]
- StreetDome[4]
- Street eXpression[4]
- Street Handball[4]
- Vesterbro Stars[4]

Til at varetage platformens overordnede funktioner, driver GAME et sekretariat, som rådgiver og via et bevillingsudvalg uddeler midler til gadeidrætsinitiativerne. Bevillingsudvalgets medlemmer består af en kombination af gadeidrætsaktører samt repræsentanter fra hovedorganisationerne DIF og DGI.